# 京都牝馬ステークス
京都牝馬ステークス（きょうとひんばステークス）は、かつて日本中央競馬会（JRA）が京都競馬場で施行していた中央競馬の重賞競走（GIII）である。

## 概要
1966年に、4歳（現3歳）以上の牝馬による重賞競走として「京都牝馬特別（きょうとひんばとくべつ）」の名称で創設。2001年より「京都牝馬ステークス」に変更された。
当初は京都競馬場の芝2000mで秋季に施行されたが、1968年に芝1600m（外回り）、2016年に芝1400m（外回り）へ短縮された。施行時期は1983年より冬季に変更され、5歳（現4歳）以上の牝馬限定戦となった。
外国産馬は1992年から、外国馬は2005年から、地方競馬所属馬は2020年からそれぞれ出走可能になった。
2006年より春の古馬牝馬チャンピオン決定戦として「ヴィクトリアマイル」が新設されたため、本競走もヴィクトリアマイルへ向けた古馬牝馬重賞路線の一角を担う重要な一戦となった。

### 競走条件
以下の内容は、2023年時点のもの。
出走資格：サラ系4歳以上牝馬
- JRA所属馬
- 地方競馬所属馬（認定馬のみ、2頭まで）
- 外国調教馬（優先出走）

負担重量：別定
- 日本馬：4歳52kg、5歳以上53kg、収得賞金1600万円毎に1kg増
- 外国馬：4歳54kg、5歳以上55kg、GI1着馬5kg増、GII1着馬3kg増、GIII1着馬1kg増（2歳時の成績を除く）

### 賞金
2023年の1着賞金は3800万円で、以下2着1500万円、3着950万円、4着570万円、5着380万円。

## 歴史
- 1966年 - 4歳以上牝馬限定の別定の重賞競走として「京都牝馬特別」の名称で創設、京都競馬場の芝2000mで施行[4]。
- 1983年 - 競走条件を「5歳以上牝馬」に変更。
- 1984年 - グレード制施行によりGIII[注 1]に格付け。
- 1992年 - 混合競走に指定され、外国産馬が出走可能になる[4]。
- 2001年
  - 名称を「京都牝馬ステークス」に変更[4]。
  - 馬齢表示の国際基準への変更に伴い、競走条件を「4歳以上牝馬」に変更。
- 2005年 - 国際競走に指定され、外国調教馬が4頭まで出走可能になる[5][7]。
- 2007年 - 日本のパートI国昇格に伴い、外国調教馬の出走枠を8頭に拡大[8]。
- 2015年
  - 出走可能頭数を18頭に拡大。
  - 外国調教馬の出走枠を9頭に変更[9]。
- 2020年 - 特別指定交流競走に指定され、地方競馬所属馬が2頭まで出走可能になる[10][11]。
- 2021年 
  - 京都競馬場の整備工事に伴い、阪神競馬場で施行（2022年・2023年も同様）[12][13]。
  - 新型コロナウイルス感染拡大防止のため「無観客競馬」として実施[14]。
- 2023年 ‐ この年から、負担重量を｢賞金別定｣から「グレード別定」に変更され、斤量も一律に55kgへ変更される（2022年までは4歳52kg、5歳以上53kgであった）。
- 2024年 ‐ この年をもって本競走の開催が取り止め（事実上の廃止）となり、2025年より愛知杯の競走条件に移行された。

### 歴代優勝馬
コース種別を表記していない距離は、芝コースを表す。
優勝馬の馬齢は、2000年以前も現行表記に揃えている。
競走名は第35回まで「京都牝馬特別」、第36回以降は「京都牝馬ステークス」。
| 回数   | 施行日         | 競馬場 | 距離        | 優勝馬             | 性齢 | タイム | 優勝騎手   | 管理調教師 | 馬主                                 |
| ------ | -------------- | ------ | ----------- | ------------------ | ---- | ------ | ---------- | ---------- | ------------------------------------ |
| 第1回  | 1966年11月20日 | 京都   | 2000m       | ミスハツライオー   | 牝4  | 2:07.8 | 柴田政見   | 柴田不二男 | 大久保常吉                           |
| 第2回  | 1967年11月19日 | 京都   | 2000m       | マヤミドリ         | 牝3  | 2:04.4 | 坂田正行   | 吉田三郎   | 安庭和男                             |
| 第3回  | 1968年11月24日 | 京都   | 1600m       | ヒロダイコク       | 牝3  | 1:37.9 | 武田悟     | 夏村辰男   | 前畑邦夫                             |
| 第4回  | 1969年11月23日 | 京都   | 1600m       | リキリュウシンゲキ | 牝3  | 1:40.6 | 久保敏文   | 伊藤修司   | 斎藤卯助                             |
| 第5回  | 1970年11月1日  | 京都   | 1600m       | クニノハナ         | 牝3  | 1:37.2 | 目野哲也   | 内藤繁春   | 内藤博司                             |
| 第6回  | 1971年10月31日 | 京都   | 1600m       | ヤマニビーナス     | 牝4  | 1:40.8 | 福永甲     | 諏訪佐市   | 北沢元男                             |
| 第7回  | 1972年10月29日 | 京都   | 1600m       | セブンアロー       | 牝4  | 1:36.9 | 久保敏文   | 久保道雄   | 横矢三郎                             |
| 第8回  | 1973年10月28日 | 京都   | 1600m       | レデースポート     | 牝3  | 1:39.4 | 武邦彦     | 稲葉幸夫   | 佐藤重治                             |
| 第9回  | 1974年10月27日 | 京都   | 1600m       | アイテイシロー     | 牝3  | 1:37.4 | 柴田政人   | 久保田金造 | 西山牧場                             |
| 第10回 | 1975年10月26日 | 京都   | 1600m       | カバリダナー       | 牝3  | 1:36.4 | 岡部幸雄   | 佐藤勝美   | 中川善作                             |
| 第11回 | 1976年10月31日 | 阪神   | 1600m       | グリーンファイト   | 牝4  | 1:36.7 | 福永洋一   | 坂口正二   | 佐々木剛                             |
| 第12回 | 1977年10月30日 | 京都   | 1600m       | リネンジョオー     | 牝3  | 1:34.7 | 飯田明弘   | 戌亥信義   | 戸山光男                             |
| 第13回 | 1978年10月29日 | 京都   | 1600m       | インターグロリア   | 牝4  | 1:36.5 | 福永洋一   | 柳田次男   | 松岡正雄                             |
| 第14回 | 1979年10月28日 | 中京   | 1800m       | インターグロリア   | 牝5  | 1:48.0 | 樋口弘     | 柳田次男   | 松岡正雄                             |
| 第15回 | 1980年10月26日 | 阪神   | 1600m       | ハギノトップレディ | 牝3  | 1:37.4 | 伊藤清章   | 伊藤修司   | 日隈広吉                             |
| 第16回 | 1981年10月25日 | 京都   | 1600m       | ロイヤルスズラン   | 牝4  | 1:35.0 | 田島信行   | 服部正利   | 藤田浩                               |
| 第17回 | 1982年10月31日 | 京都   | 1600m       | ミスラディカル     | 牝3  | 1:35.1 | 音無秀孝   | 田中良平   | 小田切有一                           |
| 第18回 | 1983年1月30日  | 京都   | 1600m       | トーアミステリアス | 牝4  | 1:36.9 | 斉藤博美   | 松永善晴   | 東亜駿馬（株）                       |
| 第19回 | 1984年1月29日  | 京都   | ダート1400m | カルストンダンサー | 牝4  | 1:24.9 | 田島良保   | 橋口弘次郎 | 清水貞光                             |
| 第20回 | 1985年1月27日  | 京都   | 1600m       | ファイアーダンサー | 牝4  | 1:36.4 | 村本善之   | 小林稔     | 中井長一                             |
| 第21回 | 1986年1月26日  | 京都   | 1600m       | ドミナスローズ     | 牝5  | 1:35.6 | 玉谷峰男   | 玉谷敬治   | 太田美津子                           |
| 第22回 | 1987年2月1日   | 京都   | 1600m       | ポットテスコレディ | 牝4  | 1:34.9 | 松永昌博   | 松永善晴   | （有）ポット牧場                     |
| 第23回 | 1988年1月31日  | 京都   | 1600m       | マヤノジョウオ     | 牝5  | 1:36.1 | 南井克巳   | 加藤敬二   | 田所祐                               |
| 第24回 | 1989年1月29日  | 京都   | 1600m       | リキアイノーザン   | 牝4  | 1:35.5 | 本田優     | 清水出美   | 高山幸雄                             |
| 第25回 | 1990年1月28日  | 阪神   | 1600m       | リキアイノーザン   | 牝5  | 1:34.3 | 武豊       | 清水出美   | 高山幸雄                             |
| 第26回 | 1991年1月27日  | 京都   | 1600m       | ダイイチルビー     | 牝4  | 1:34.8 | 河内洋     | 伊藤雄二   | 辻本春雄                             |
| 第27回 | 1992年2月2日   | 京都   | 1600m       | スカーレットブーケ | 牝4  | 1:34.8 | 千田輝彦   | 伊藤雄二   | 吉田勝己                             |
| 第28回 | 1993年1月31日  | 京都   | 1600m       | ヌエボトウショウ   | 牝6  | 1:34.0 | 角田晃一   | 渡辺栄     | （株）トウショウ産業                 |
| 第29回 | 1994年1月30日  | 阪神   | 1600m       | ノースフライト     | 牝4  | 1:36.8 | 武豊       | 加藤敬二   | （有）大北牧場                       |
| 第30回 | 1995年1月29日  | 京都   | 1600m       | システィーナ       | 牝6  | 1:33.3 | 中舘英二   | 境征勝     | 村上義勝                             |
| 第31回 | 1996年1月28日  | 京都   | 1600m       | ショウリノメガミ   | 牝5  | 1:34.3 | O.ペリエ   | 武邦彦     | 浅川吉男                             |
| 第32回 | 1997年1月26日  | 京都   | 1600m       | エイシンバーリン   | 牝5  | 1:35.4 | 南井克巳   | 坂口正則   | 平井豊光                             |
| 第33回 | 1998年1月31日  | 京都   | 1600m       | ビワハイジ         | 牝5  | 1:34.7 | O.ペリエ   | 浜田光正   | （有）ビワ                           |
| 第34回 | 1999年1月30日  | 京都   | 1600m       | マルカコマチ       | 牝4  | 1:35.2 | 福永祐一   | 北橋修二   | （株）河長産業                       |
| 第35回 | 2000年1月30日  | 京都   | 1600m       | スティンガー       | 牝4  | 1:34.9 | O.ペリエ   | 藤沢和雄   | 吉田照哉                             |
| 第36回 | 2001年1月28日  | 京都   | 1600m       | グレイスナムラ     | 牝5  | 1:35.2 | 小林徹弥   | 目野哲也   | 奈村信重                             |
| 第37回 | 2002年1月27日  | 京都   | 1600m       | ビハインドザマスク | 牝6  | 1:36.0 | 福永祐一   | 北橋修二   | （有）サンデーレーシング             |
| 第38回 | 2003年2月2日   | 京都   | 1600m       | ハッピーパス       | 牝5  | 1:34.6 | O.ペリエ   | 藤沢和雄   | （有）社台レースホース               |
| 第39回 | 2004年2月1日   | 京都   | 1600m       | チアズメッセージ   | 牝4  | 1:34.1 | 本田優     | 領家政蔵   | 北村キヨ子                           |
| 第40回 | 2005年1月30日  | 京都   | 1600m       | アズマサンダース   | 牝4  | 1:35.0 | 藤岡佑介   | 藤岡健一   | 東哲次                               |
| 第41回 | 2006年1月29日  | 京都   | 1600m       | マイネサマンサ     | 牝6  | 1:33.5 | 岩田康誠   | 中村均     | （株）サラブレッドクラブ・ラフィアン |
| 第42回 | 2007年1月28日  | 京都   | 1600m       | ディアデラノビア   | 牝5  | 1:33.0 | 岩田康誠   | 角居勝彦   | （有）キャロットファーム             |
| 第43回 | 2008年2月3日   | 京都   | 1600m       | アドマイヤキッス   | 牝5  | 1:36.0 | 安藤勝己   | 松田博資   | 近藤利一                             |
| 第44回 | 2009年2月1日   | 京都   | 1600m       | チェレブリタ       | 牝4  | 1:35.1 | 武豊       | 荒川義之   | （有）三嶋牧場                       |
| 第45回 | 2010年1月31日  | 京都   | 1600m       | ヒカルアマランサス | 牝4  | 1:36.4 | M.デムーロ | 池江泰郎   | 髙橋京子                             |
| 第46回 | 2011年1月30日  | 京都   | 1600m       | ショウリュウムーン | 牝4  | 1:33.7 | 浜中俊     | 佐々木晶三 | 上田亙                               |
| 第47回 | 2012年1月29日  | 京都   | 1600m       | ドナウブルー       | 牝4  | 1:33.8 | C.デムーロ | 石坂正     | （有）サンデーレーシング             |
| 第48回 | 2013年1月19日  | 京都   | 1600m       | ハナズゴール       | 牝4  | 1:34.3 | 浜中俊     | 加藤和宏   | M.タバート                           |
| 第49回 | 2014年1月25日  | 京都   | 1600m       | ウリウリ           | 牝4  | 1:33.0 | 浜中俊     | 藤原英昭   | 金子真人ホールディングス（株）       |
| 第50回 | 2015年1月24日  | 京都   | 1600m       | ケイアイエレガント | 牝6  | 1:33.9 | 内田博幸   | 尾形充弘   | 亀田和弘                             |
| 第51回 | 2016年2月20日  | 京都   | 1400m       | クイーンズリング   | 牝4  | 1:22.9 | M.デムーロ | 吉村圭司   | 吉田千津                             |
| 第52回 | 2017年2月18日  | 京都   | 1400m       | レッツゴードンキ   | 牝5  | 1:22.5 | 岩田康誠   | 梅田智之   | 廣崎利洋HD（株）                     |
| 第53回 | 2018年2月17日  | 京都   | 1400m       | ミスパンテール     | 牝4  | 1:23.0 | 横山典弘   | 昆貢       | 寺田千代乃                           |
| 第54回 | 2019年2月16日  | 京都   | 1400m       | デアレガーロ       | 牝5  | 1:21.0 | 池添謙一   | 大竹正博   | （有）サンデーレーシング             |
| 第55回 | 2020年2月22日  | 京都   | 1400m       | サウンドキアラ     | 牝5  | 1:23.2 | 松山弘平   | 安達昭夫   | 増田雄一                             |
| 第56回 | 2021年2月20日  | 阪神   | 1400m       | イベリス           | 牝5  | 1:20.0 | 酒井学     | 角田晃一   | 前田幸治                             |
| 第57回 | 2022年2月19日  | 阪神   | 1400m       | ロータスランド     | 牝5  | 1:19.7 | 岩田望来   | 辻野泰之   | （同）小林英一ホールディングス       |
| 第58回 | 2023年2月18日  | 阪神   | 1400m       | ララクリスティーヌ | 牝5  | 1:20.4 | 菅原明良   | 斉藤崇史   | フジイ興産（株）                     |
| 第59回 | 2024年2月17日  | 京都   | 1400m       | ソーダズリング     | 牝4  | 1:20.3 | 武豊       | 音無秀孝   | （有）社台レースホース               |

## 京都牝馬特別競走
『中央競馬全重賞競走成績集 【障害・廃止競走編】』には、1954年と1955年に「京都牝馬特別競走」の名称で施行されている競走の記録がある。競走条件は4歳（現・3歳）以上牝馬、負担重量はハンデキャップとなっている。回次は1955年の結果に「第5回」と記載されている。
| 回数  | 施行日         | 競馬場 | 距離  | 優勝馬     | 性齢 | タイム | 優勝騎手   | 管理調教師 | 馬主       |
| ----- | -------------- | ------ | ----- | ---------- | ---- | ------ | ---------- | ---------- | ---------- |
|       | 1954年11月29日 | 京都   | 2000m | ジツホマレ | 牝5  | 2:10.2 | 杉村一馬   | 杉村政春   | 中塚志つゑ |
| 第5回 | 1955年11月27日 | 京都   | 2000m | ミスブゼン | 牝4  | 2:07.2 | 上田三千夫 | 上田武司   | 上田清次郎 |